# Cistothorus meridae
Cistothorus meridae là một loài chim trong họ Troglodytidae.